# 捷克语
捷克語（čeština），舊稱波希米亞語（拉丁語：lingua Bohemica），属于斯拉夫语族西斯拉夫语支的成员。属同一语支的语言还有斯洛伐克語（相互理解性高）、波蘭語（相互理解性較低）、卡舒比語、索布语、西里西亞語等語言。捷克语使用者大多數為捷克共和国居民，少數居住於斯洛伐克的城市。此外，世界各地大約有100萬捷克人，其中20至30萬人使用捷克語。包括二合字母“ch”在内，捷克語共有42個字母。
捷克語擁有豐富的语态，使得捷克語的語句結構較為自由。捷克語有很多獨特的發音，如子音“ř”（發音為/r̝/）、音節響音（syllabic sonorant）l 、m 和 r ，因此有許多看似缺乏母音的詞彙，如“zmrzl”、“ztvrdl”、“scvrnkl”、“čtvrthrst”、“Strč prst skrz krk”等。一般情況下，重音在第一音節。

## 歷史
12~16世紀，捷克語的詞彙、文法發展變化很快，和原始斯拉夫語的差異很大。最早的捷克語文字記錄見於11、12世紀波希米亞地區拉丁文手抄本上的零星註釋。14世紀，學者揚·胡斯創造了新的正字法，為捷克語的書面語言奠定了基礎，捷克文書寫的歷史、哲學、法學和文學著作開始發展。

## 捷克語口語
捷克語口语（obecná čeština；“普通捷克语”）與捷克语书面语（spisovná čeština）有很大的差異。它不是地方方言或口音，而是在波希米亞地方廣泛使用的捷克語口語。部分在摩拉維亞的語言學家將此口語語言定義為跨地區方言（Interdialekt），因為捷克語口語是一個跨地區而不被地方的地理文化等因素所侷限而在捷克存在的廣泛在日常生活中被使用的語言。此口語語言幾乎沒有書面文字的基礎。
另外，摩拉維亞語（Moravština）是一個對於在捷克境內的摩拉維亞地區方言的集合名詞。值得注意的是，所謂的布尔诺口语（brněnský/brněnské hantec）是布尔诺隱語的遗存，現今僅僅只存在於藝術繪畫裡。

## 捷克語與斯洛伐克語的差異
捷克语和斯洛伐克语很类似，过去可以互通，目前，捷克语与斯洛伐克语的差异正在变大，但对互通程度影响不大。最簡單藉由兩語言的字母來分辨, 捷克語獨有ř、ě和ů，斯洛伐克語獨有ľ、ŕ、 ä和雙元音ô。尤其是斯洛伐克語裡普通的子音組合dz和dž以及在捷克語鮮少出現的雙元音ia、ie 和 iu。
因為這兩個語言的相似處讓捷克人與斯洛伐克人在捷克斯洛伐克共同的歷史與連結能夠相對地彼此理解，然而在捷克與斯洛伐克的分裂之後，兩國的新的世代彼此較不容易理解。 值得注意的是, 在兩國仍還是共同屬於一個國家時，因為法律明確針對政府官方語言的規定, 如捷克的行政法500/2004 Sb.與斯洛伐克的少數民族語言法184/1999 Zb.，昔日的公家機關文件在今日依法仍具有效力。另外，像是在捷克電視節目裡斯洛伐克語的使用皆維持未翻譯的狀態播放，在斯洛伐克亦然。今日在捷克境內的斯洛伐克人使用一種混和捷克語與斯洛伐克語的語言，一般被稱為「捷克斯洛伐克語」（českoslovenčina）。最著名的例子為昔日最後一位共產捷克斯洛伐克共和國總統古斯塔夫·胡薩克的口音被戲稱「胡薩克語」（husákovština）。

## 方言
以下藉由地理分區來分辨方言族群：

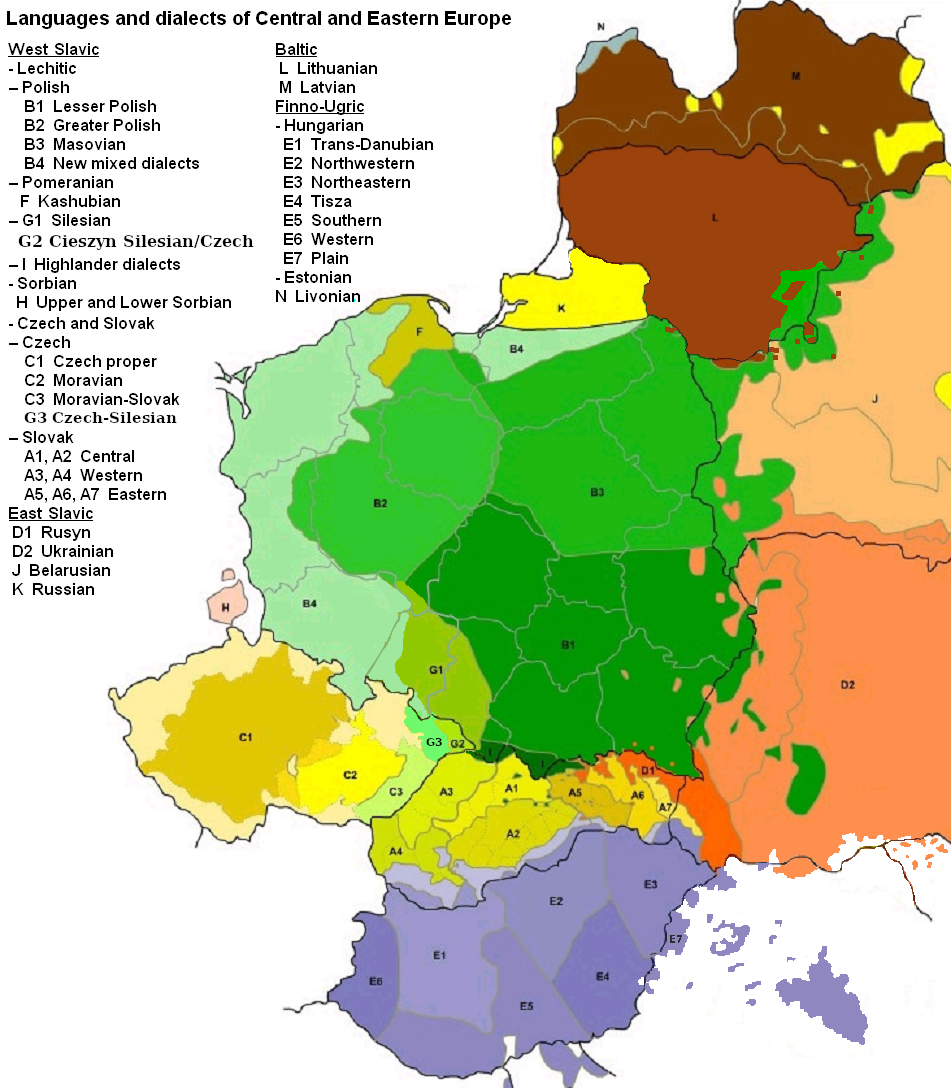
中東歐語言與方言

1. 波希米亞方言（a – 東北組 b – 中部組 c – 西南組 d – 波希米亞-摩拉維亞組）
2. 中摩拉維亞方言
3. 東摩拉維亞方言
4. 西里西亞方言（a – 西里西亞-摩拉維亞組 b – 西里西亞-波蘭組）
5. 邊界地區無法統一分區的方言（1945年起大量捷克和斯洛伐克人等不同族裔者的遷入。1945年德語使用者占人口多数。）

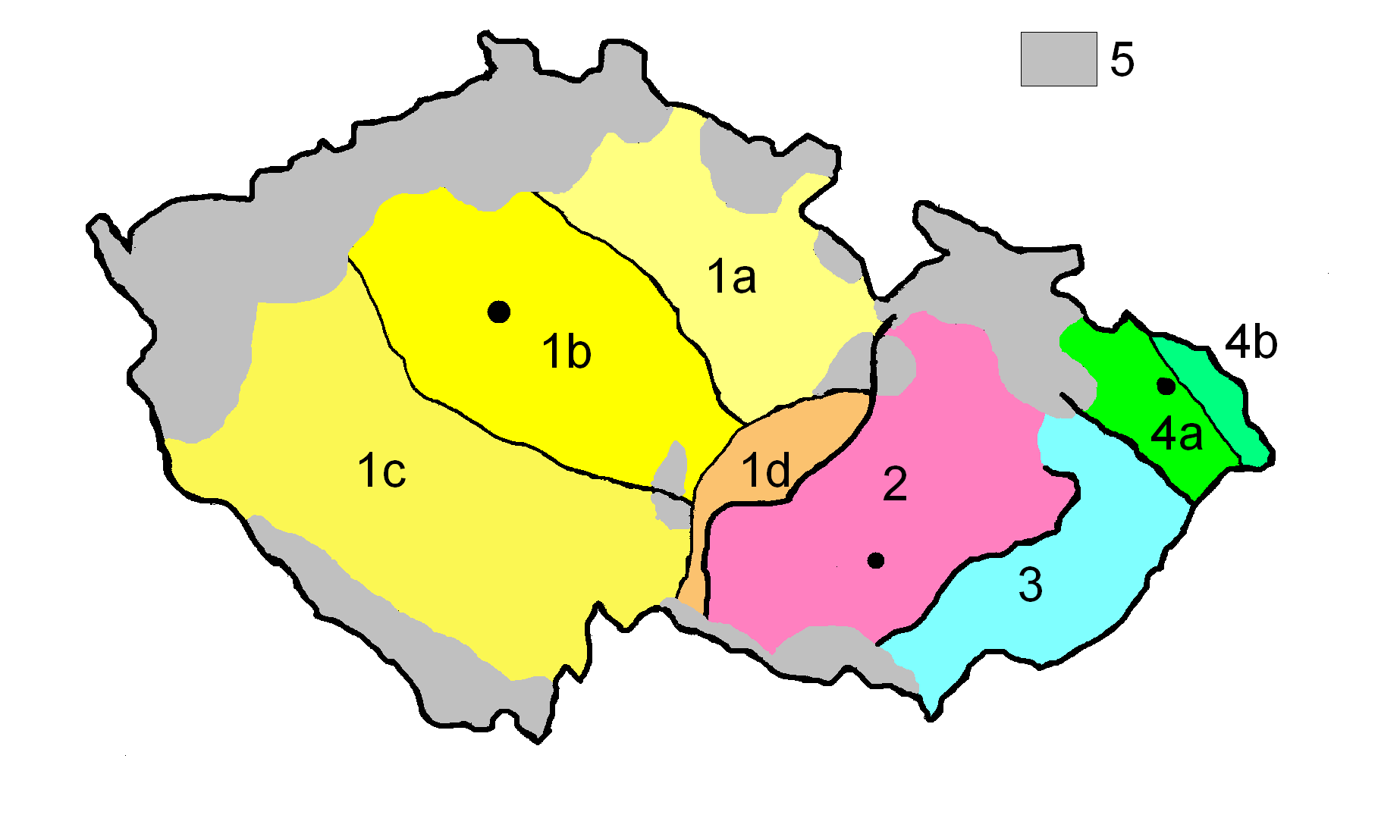
捷克方言分區

然而在大部分地區的原始方言因為跨地區的所謂的捷克語口語影響而漸漸消失。這個狀況由17世紀開始，並且在20世紀因為媒體而影響加烈。

## 文法
变格和变位大部分在於词尾的改變（和/或词干的小变化）。存在很多变格和变位形式，以及不规则变格和变位。词序相对自由，允许多种表達風格。

### 詞類
- 名詞（podstatné jméno）
- 形容詞（přídavné jméno）
- 代名詞（zájmeno）
- 數詞（číslovka）
- 動詞（sloveso）
- 副詞（příslovce）
- 前置詞（předložka）
- 連接詞（spojka）
- 小品词（částice）
- 感叹词（citoslovce）

各種詞類中，名詞及形容詞、代名詞及数詞、動詞都會隨着詞語中句子中的搆成部份變化而改變。這種變化，是屈折語的特色。這種特色，使它構詞變得十分方便；然而，亦使這些語言經常出現一些超長的詞語，因為其他語言往往需要三言兩語才能夠表達的意思，它只要一個詞就可以了。除以上五種詞類之外，其他詞類都不會變化。

### 变格
捷克語是個具屈折语強烈特徵的語言，具有七個格位（主格、屬格、與格、賓格、呼格、方位格、工具格），每個格位各有單複數變化。如同罗曼语族或是部分日耳曼语族語言，名詞有陰陽性區分，有四种类别，即: 陽性（有生）、陽性（无生）、陰性、中性。名詞、形容詞、副詞、代名詞與數詞等都必須參與詞尾變化。
| 1. | kdo/co? (誰/什麼?)                   | 主格   |
| 2. | (bez) koho/čeho? (沒有 誰/什麼?)     | 屬格   |
| 3. | (ke) komu/čemu? (到 誰那/什麼那?)    | 與格   |
| 4. | (vidíme) koho/co? (我們看 誰/什麼?)  | 賓格   |
| 5. | oslovujeme/voláme (我們稱呼 誰/什麼) | 呼格   |
| 6. | (o) kom/čem? (有關 誰/什麼?)         | 方位格 |
| 7. | (s) kým/čím? (使用 誰/什麼?)         | 工具格 |

如同拉丁語或其他斯拉夫語系語言，捷克語既沒有定冠詞也沒有不定冠詞。口語中，指示代名詞 ten（陽性），ta（陰性），to（中性）的使用具有冠詞的功能。例如： Ten pán se podivál na toho psa（那位先生看著那隻狗）。捷克语口语中冠词由指示代名詞發展而来，这一过程与罗曼语族語言或是日耳曼语族語言相似。
許多形容詞變化與分詞變化有所謂長型與短型之分，其字尾會依照名詞的性數格來變化。短型有所謂的述語（或譯表語）功能，沒有格的變化。形容词的短型几乎只使用在正式文风里，而過去分詞（即被動分詞）的長短型在口语中可表達不同意義，例如：Okno bylo zavřeno（過程被動：„窗戶被關（窗戶被關閉的動作被行使）"） ←→ Okno bylo zavřené（狀態被動：„窗戶關着（窗戶已在被關閉的狀態）"）。
另外，有部分的名詞用有形容詞字尾的特徵，並必須如同形容詞字尾變化來對性數格做改變。詳細參見捷克語格變化一文。

#### 介係詞與變格
掌握名詞格位最簡單的規則是介系詞的使用。除了片語以外，每個介係詞都根據內文使用而決定其之後詞的格。以下是介係詞的基礎範例，然而有些介係詞根據內文可應對兩個以上的格：
- 屬格: během (在...期間), podle/dle (根據/沿著), vedle (在...旁邊), kolem (環繞...), okolo (在...附近), do (到...), od(e) (從...), z(e) (從...出), bez(e) (沒有), místo (不...而), u (在...).
- 與格: k(e) (去...), proti (面對...), díky (由於...), naproti (在...對面).
- 賓格: skrz(e) (穿越...), pro (給...), na (給...).
- 方位格: o (有關), na (在...上面), při (當...), v(e) (在...裡面), po (在...之後).
- 工具格: za (在...後面), před(e) (在...前面), mezi (在...之間), pod(e) (在...下面), s(e) (跟), nad(e) (在...上面).

nad, mezi, na, pod等表示空間的介係詞用在描述一個動態或是方位的改變時，要求後面的詞用賓格，反之，在描述靜態位置等則與其他格位對應。
除此之外，动词是影响名词变格的又一因素。一般來說賓格應對直接賓語, 與格應對間接賓語。 然而, 有些動詞的受詞必須使用屬格, 例如動詞"zeptat se"要求被問者使用屬格: Zeptat se koho/čeho (問 誰/什麼(屬格)), 而被問之事物在介係詞"na"之後用與格: Zeptat se koho/čeho na koho/co (向 誰/什麼(屬格) 詢問有關 誰/什麼(與格))。

#### 數
捷克語也用有與斯拉夫語系同樣典型的數系統， 以下以有生陽性名詞muž （男人）舉例:
- 數字為1時，名詞用單數：  jeden muž （一個男人）
- 數字為2-4時，名詞因其在句子中的功能而使用相應的格的複數： dva muži （兩個男人）、tři muži （三個男人）、čtyři muži （四個男人）
- 數字為5及以上時: 數量五個以上的名詞在主格、屬格、賓格、呼格的位置時，皆使用屬格複數，[5]如例: Pět mužů je tam. （五個男人在那） "Vidím pět mužů."（我看見五個男人）。然而在其他格位仍需如同一般複數型態名詞變化詞尾如例: nad pěti muži （在五個男人上面（工具格））

上面的例子適用於口語，在書面語中有額外的規則：以上的變格係統僅僅基於數字的個位，因此101使用單數：sto jeden muž （101個男人）、而102使用普通複數：sto dva muži （102個男人）。對於可用兩種方式讀出的數字，如21，名詞的形式取決於相應數字讀法的結尾: dvacet jeden muž 或 jednadvacet mužů（21個男人）。
而數詞本身也需對應的格做變化， 下表以dva（數字2）舉例：
| 主格   | dva/dvě  |
| 屬格   | dvou     |
| 與格   | dvěma    |
| 受格   | dva/dvě  |
| 呼格   | dva/dvě  |
| 方位格 | (o) dvou |
| 工具格 | dvěma    |

除了單數（jednotné číslo）與複數 （množné číslo）外，捷克語還有原始斯拉夫語雙數（duál）型態的殘留， 僅出現在一些人體器官字彙的特定格中，如: 
- 主格：oko（眼）-oči（雙眼） ， ucho（耳）-uši（雙耳） 。
- 方位格：rameno（肩）-ramenou （雙肩）， koleno（膝）-kolenou（雙膝） ， ruka （手）-rukou （雙手） ， noha（腿/腳）-nohou（雙腿/雙腳）
- 工具格：oko（眼）-očima（雙眼） ， ucho（耳）-ušima（雙耳）， ruka （手）-rukama （雙手） ， noha（腿/腳）-nohama（雙腿/雙腳）

### 性和生命性
捷克語有三個性：阳性、阴性和中性。其中阳性又被区分为有生和无生。 除去少数例外，阴性名词的主格以-a, -e, 或 -ost结尾； 中性名词以 -o, -e, 或 -í结尾； 阳性名词以辅音结尾。 形容词与所修饰的名词保持性的一致——对于宾格或属格单数、以及主格复数的阳性名词，还要保持生命性的一致。 除了影响名词和形容词的词尾变化之外，性也影响过去式动词的结尾（与名词变化类似）： 例如 dělal (他做了); dělala (她做了); dělalo (它做了)。

### 动词变位
人稱、數量、時態決定捷克語動詞變化。
捷克語動詞具備斯拉夫語的一個典型特徵, 即按體成對的動詞，一般來說，大部分的動詞會有完成體(perfektivní, 表動作的方向性或一次性的動作)型與未完成體(imperfektivní, 表動作的狀態或重複性的動作)型。部分完成體動詞藉由增加字尾來造其未完成體動詞如: dát(pf.)-dávat(impf.) (給), 部分未完成體動詞藉由增加字首來造其完成體動詞如: udělat(pf.)-dělat(impf.) (做)。但也有不具備同樣字莖的成對動詞如: vzít(pf.)-brát(impf.) (拿)。
時態與體的關係：只有未完成體動詞的現在式變化型態能表"現在"意義, 完成體動詞的現在變化形態能表達"未來一次性"意義。當使用未完成體動詞表達"過去"或"未來"意義, 或當使用完成體動詞表達"過去"意義時, 需要使用助動詞být("是"), 而第三人稱時則不需要být。如下表:
| 動詞的體 | 過去                                                            | （中文）                                                    | 現在                                  | （中文）                            | 未來                                                                    | （中文）                                                                |
| -------- | --------------------------------------------------------------- | ----------------------------------------------------------- | ------------------------------------- | ----------------------------------- | ----------------------------------------------------------------------- | ----------------------------------------------------------------------- |
| 完成體   | udělal jsem udělal jsi udělal udělali jsme udělali jste udělali | 我做完了 你做完了 他做完了 我們做完了 你們做完了 他們做完了 | -                                     | -                                   | udělám uděláš udělá uděláme uděláte udělají                             | 我將會做完 你將會做完 他將會做完 我們將會做完 你們將會做完 他們將會做完 |
| 未完成體 | dělal jsem dělal jsi dělal dělali jsme dělali jste dělali       | 我做了 你做了 他做了 我們做了 你們做了 他們做了             | dělám děláš dělá děláme děláte dělají | 我做 你做 他做 我們做 你們做 他們做 | budu dělat budeš dělat bude dělat budeme dělat budete dělat budou dělat | 我將會做 你將會做 他將會做 我們將會做 你們將會做 他們將會做             |

## 字母
捷克语字母表是由拉丁字母组成，字母如下：
| 捷克語字母 | 捷克語字母 | 捷克語字母 | 捷克語字母 | 捷克語字母 | 捷克語字母 | 捷克語字母 | 捷克語字母 | 捷克語字母 | 捷克語字母 | 捷克語字母 | 捷克語字母 | 捷克語字母 | 捷克語字母 | 捷克語字母 | 捷克語字母 | 捷克語字母 | 捷克語字母 | 捷克語字母 | 捷克語字母 | 捷克語字母 | 捷克語字母 | 捷克語字母 | 捷克語字母 | 捷克語字母 | 捷克語字母 | 捷克語字母 | 捷克語字母 | 捷克語字母 | 捷克語字母 |
| ---------- | ---------- | ---------- | ---------- | ---------- | ---------- | ---------- | ---------- | ---------- | ---------- | ---------- | ---------- | ---------- | ---------- | ---------- | ---------- | ---------- | ---------- | ---------- | ---------- | ---------- | ---------- | ---------- | ---------- | ---------- | ---------- | ---------- | ---------- | ---------- | ---------- |
| A          | a          | Á          | á          | B          | b          | C          | c          | Č          | č          | D          | d          | Ď          | ď          | E          | e          | É          | é          | Ě          | ě          | F          | f          | G          | g          | H          | h          | Ch         | ch         | I          | i          |
| Í          | í          | J          | j          | K          | k          | L          | l          | M          | m          | N          | n          | Ň          | ň          | O          | o          | Ó          | ó          | P          | p          | Q          | q          | R          | r          | Ř          | ř          | S          | s          | Š          | š          |
| T          | t          | Ť          | ť          | U          | u          | Ú          | ú          | Ů          | ů          | V          | v          | W          | w          | X          | x          | Y          | y          | Ý          | ý          | Z          | z          | Ž          | ž          |            |            |            |            |            |            |

捷克語裏，q、w字母一般不出現，多以kv、v代替，x和g一般也作為外來詞使用。

## 語言舉例

### 日常用語
| 捷克语 | 英语                | 中文           |
|        | Nice to meet you.   | 很高兴见到你！ |
|        | Hello.              | 你好。         |
|        | How are you?        | 你好吗？       |
|        | yes                 | 是             |
|        | no                  | 不             |
|        | Welcome!            | 欢迎！         |
|        | Bye!                | 再见！         |
|        | Thanks!             | 谢谢！         |
|        | Where's the toilet? | 厕所在哪？     |
|        | I need help.        | 我需要帮助。   |

### 月份名稱
| 捷克語名稱 | 月份 | 字源                                         |
| ---------- | ---- | -------------------------------------------- |
| leden      | 1月  | led = 冰                                     |
| únor       | 2月  | nořit = 淹沒、沒入水中                       |
| březen     | 3月  | bříza = 樺木                                 |
| duben      | 4月  | dub = 橡木                                   |
| květen     | 5月  | květ = 花                                    |
| červen     | 6月  | červ = 蟲                                    |
| červenec   | 7月  | červen(由červ虫子与名词后缀-en构成) 的指小詞 |
| srpen      | 8月  | srp = 鐮刀                                   |
| září       | 9月  | za = 在...後面 + říje = 發情                 |
| říjen      | 10月 | říje = 發情                                  |
| listopad   | 11月 | list = 葉子 + padat = 落                     |
| prosinec   | 12月 | 不明                                         |

## 文献
- Harkins, William Edward. . King's Crown Press (Columbia University). 1952. ISBN 978-0-231-09937-0 （英语）.
- Karlík, Petr; Nekula, Marek; Pleskalová, Jana. . Nakladatelství lidové noviny. 2002. ISBN 80-7106-484-X （捷克语）.
- Naughton, James. . Routledge Press. 2005. ISBN 978-0-415-28785-2 （英语）.
- Lommatzsch, Bohdana; Adam, Hana. . Berlin: Cornelsen Verlag. 2004. ISBN 978-3-06-551103-2 （德语）.

## 参閲
- 捷克語字母
- 捷克语正字法
- 斯拉夫語族
- 捷克語音系(Czech phonology)
- 捷克語語序(Czech word order)
- 捷克語文法(Czech grammar)
- 捷克斯洛伐克語言(Czech–Slovak languages)
- 捷克語盲文(Czech Braille)
- 斯拉夫語法體(Grammatical aspect in Slavic languages)